# Iben Nagel Rasmussen
Iben Nagel Rasmussen (Copenaghen, 1945) è un'attrice teatrale danese.
Nel 1966 è stata tra le prime attrici, oltre alla cofondatrice Else Marie Laukvik, ad aderire al progetto dell'Odin Teatret, il gruppo teatrale diretto da Eugenio Barba nella cittadina danese di Holstebro.
Ha pubblicato le sue esperienze d'attrice nel libro The Actors Way, edito da Erik Exe Christoffersen. Il maggiore progetto teatrale di Iben è costituito da attori di diversi paesi che formano il gruppo "Vindenes Bro" (il ponte dei venti).
Tra le sue rappresentazioni figurano Kaspariana, Ferai, Min Fars Hus, The Book of Dances, Johan Sebastian Bach, Come! And the Day will be Ours, Anabasis, The Million, Marriage with God, Brecht's Ashes, Talabot, Rum i kejserens palads, Itsi Bitsi, Kaosmos, Inside the Skeleton of the Whale, Mythos, White as Jasmin, Andersens drøm, Esters bog, La vita cronica, L'albero, Tebe ai tempi della febbre gialla.